# Liste der südafrikanischen Botschafter in der Elfenbeinküste
Die Botschaft befindet sich in Abidjan.
Der Botschafter in Abidjan, Elfenbeinküste ist regelmäßig auch in Lomé (Togo), Cotonou (Benin), Ouagadougou (Burkina Faso) und Niamey (Niger) akkreditiert.
| Ernennung Akkreditierung | Botschafter                | Bemerkung | Regierung in Südafrika | akkreditiert von         | Posten verlassen |
| ------------------------ | -------------------------- | --- | ---------------------- | ------------------------ | ---------------- |
| 1995                     | Sisa Ngombane              | | Nelson Mandela         | Alassane Ouattara        | 1998             |
| 1998                     | André Jacobs               | Geschäftsträger in der Süd-Afrikanischen Botschaft in Abidjan. | Nelson Mandela         | Alassane Ouattara        |                  |
| 2000                     | Samuel Lesaoana Makhanda   | Geschäftsträger | Thabo Mbeki            | Pascal Affi N’Guessan    |                  |
| Okt. 2001                | Gladstone Dumusani Gwadiso | | Thabo Mbeki            | Pascal Affi N’Guessan    | Dez. 2008        |
| 2010                     | Zodwa Lallie               | bis 16. März 2010 Hochkommissarin in Accra, von 31. April bis 7. Mai 2011 fand Philippe Mangou mit Familie in der Residenz Asyl, worauf diese belagert wurde. Seit 2013: Hochkommissarin in Wellington | Jacob Zuma             | Gilbert Marie N’gbo Aké  | 11. Apr. 2011    |
| 23. März 2012            | Vusumuzi Lawrence Sindane  | | Jacob Zuma             | Jeannot Ahoussou-Kouadio |                  |